# Leszek Kumański
Leszek Kumański (ur. 1955 r.) – poeta, prozaik, reżyser, autor scenariuszy i producent programów telewizyjnych (między innymi: Ameryka da się lubić 2020, Hit dekady, Zagadkowa blondynka, Duże dzieci, Podróże z żartem, Mój pierwszy raz, Europa da się lubić, Szybka Piłka, Gali Powitalnej Miss World 2006, która odbyła się w Polsce, Gali Finałowej Miss Polonia 2009), koncertów (podczas festiwali w Sopocie i Opolu, z udziałem gwiazd zagranicznych jak Sting, Enrique Iglesias, Zucchero, Garou, Chris de Burgh, Boney M oraz gwiazd polskiej estrady takich jak; Lady Pank, T.love, a także koncertu zespołu Kult w ramach i Krajowego Festiwalu Piosenki Polskiej w Opolu, koncertu "Sabat czarownic" w kieleckiej Kadzielni) oraz "Kabaretowych wakacji z duchami".
Dwukrotnie (2006) nominowany w Plebiscycie Wiktory w kategorii „Twórca najlepszego programu telewizyjnego”. Wyróżniony w 2006 przez Prezydenta Lecha Kaczyńskiego za wkład i promowanie polskiej sztuki filmowej za granicą obok m.in. Andrzeja Wajdy, J. Kaczmarka, K. Krauzego, R. Glińskiego.
Poeta, prozaik i dziennikarz. Napisał między innymi powieści: Poznam milionera, czyli portal miłości, Horyzont, Koniec świata w Sainte Marie. Jest również autorem zbioru felietonów Wolne żarty i Wolne żarty II, a także tomu wierszy Żyj .
Zrealizował ponadto:
- Wódz[13] – widowisko teatralno-multimedialne o Marszałku J. Piłsudskim
- Wyklęta Polska[14] – spektakl teatralno-filmowy w hołdzie „Żołnierzom Wyklętym”
- Alleluja czyli Happy Day[15] – cykliczny, ogólnopolski festiwal twórczości chrześcijańskiej
- Niech żyje Polska – widowisko multimedialne
- Etno Folk Festiwal – Festiwal nowoczesnego spojrzenia na sztukę ludową z ukazaniem jej na różnych płaszczyznach i w różnych formach i dziedzinach artystycznych.
- Ogólnopolski Festiwal Dziecięcej i Młodzieżowej Piosenki Chrześcijańskiej „Boskie Śpiewanie”
- Niepodległa pieśń – koncert ukazujący wszystkie etapy drogi do niepodległości Polski.
- Wakacyjny Peleton Gwiazd – telewizyjny cykl rozrywkowy promujący Wschodni Szlak Rowerowy Green Velo
- Mali Światowcy – telewizyjny program dla dzieci

## Nagrody
- Duże dzieci – (emitowany na antenie TVP2) najzabawniejszy talk show – Festiwal Dobrego Humoru 2006, najbardziej zwariowany program tv – Świry 2006
- Mój pierwszy raz – (emitowany na antenie TVP2) nagroda Silver Plaque – Chicago International Television Awards 2005[11]
- Europa da się lubić (emitowany na antenie TVP2) – program roku 2004 – nagroda czasopisma Media i Marketing, najzabawniejszy talk show – Festiwal Dobrego Humoru 2003